# NGC 5572
NGC 5572 في الفهرس العام الجديد، هي مجرة، تقع في كوكبة العواء. اكتشفت في 13 مايو 1883 بواسطة إدوارد ستيفان.

## روابط خارجية
- NGC 5572 على موقع ويكي سكاي: DSS2, SDSS, GALEX, IRAS, Hydrogen α, X-Ray, Astrophoto, Sky Map, Articles and images